# Gautier de Metz
Gautier de Metz, Gauthier, Gossuin o Gossouin de Metz fue un clérigo y poeta francés del siglo XIII nativo de Metz o sus alrededores.

## Biografía

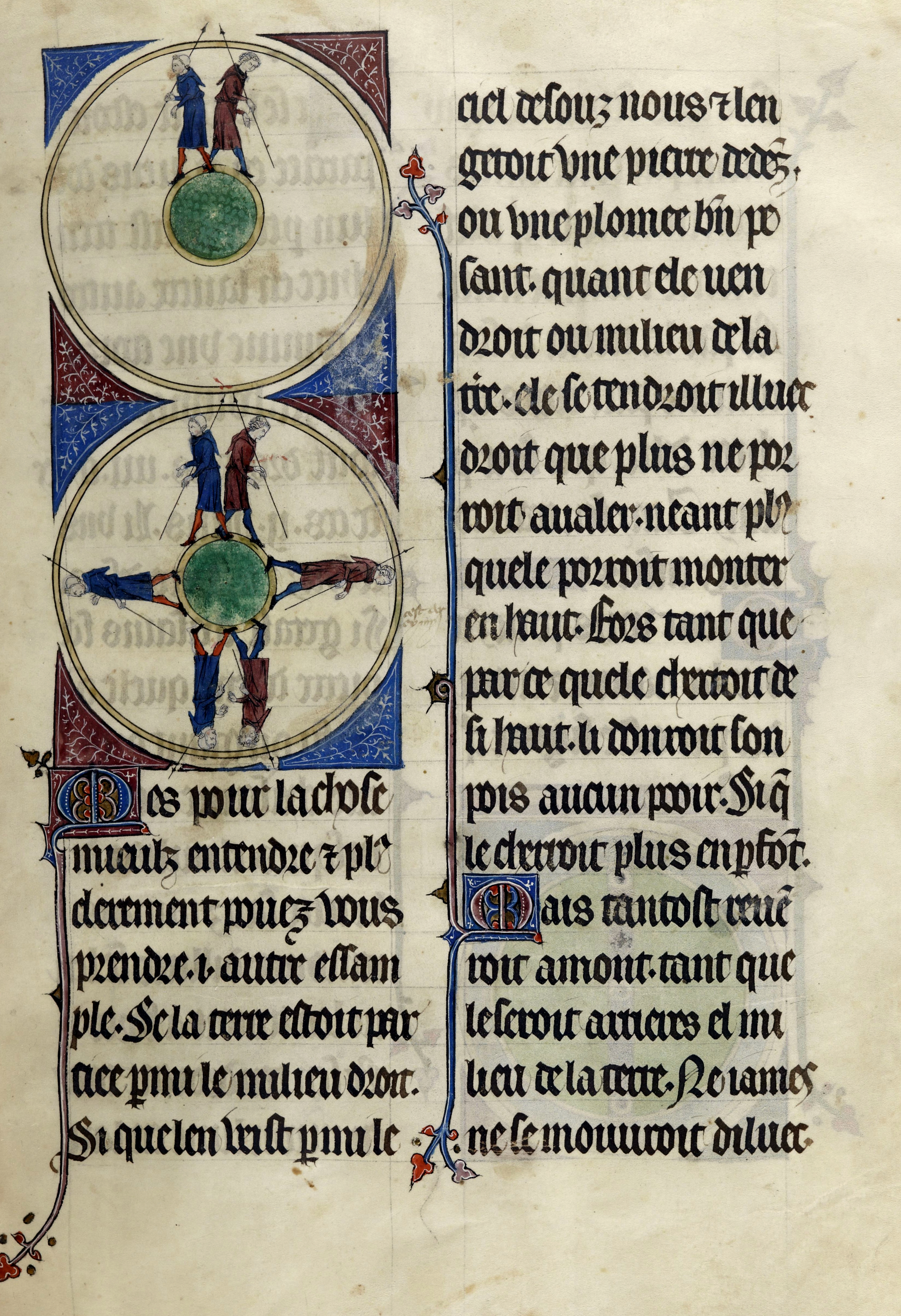
Ilustración de la Tierra esférica en L'Image du monde.

En 1246 Gautier de Metz publicó L’Image du monde' (c. 1246) un poema en dialecto de Lorrain sobre la creación, la Tierra y el universo, en el que los hechos se mezclan con la fantasía. El autor describe una Tierra esférica. Un capítulo trata sobre astrología. Este poema imitó de manera libre al Imago mundi, de Honorio de Autun, constituyéndose en una especie de enciclopedia de afirmaciones científicas.
La obra de Gautier de Metz ha disfrutado de un gran auge, aunque no al nivel del Trésor de Brunetto Latini, que fue escrito un par de años más tarde para un público más educado; han llegado a la actualidad sesenta manuscritos. L’Image du monde está escrita en prosa y fue impresa en los tiempos de los incunables, siendo traducida en la Edad Media a la mayoría de las lenguas de Europa occidental; incluso existe una traducción al hebreo, de la cual hay dos versiones diferentes, y una versión en yidis.